# Yūji Yamamoto

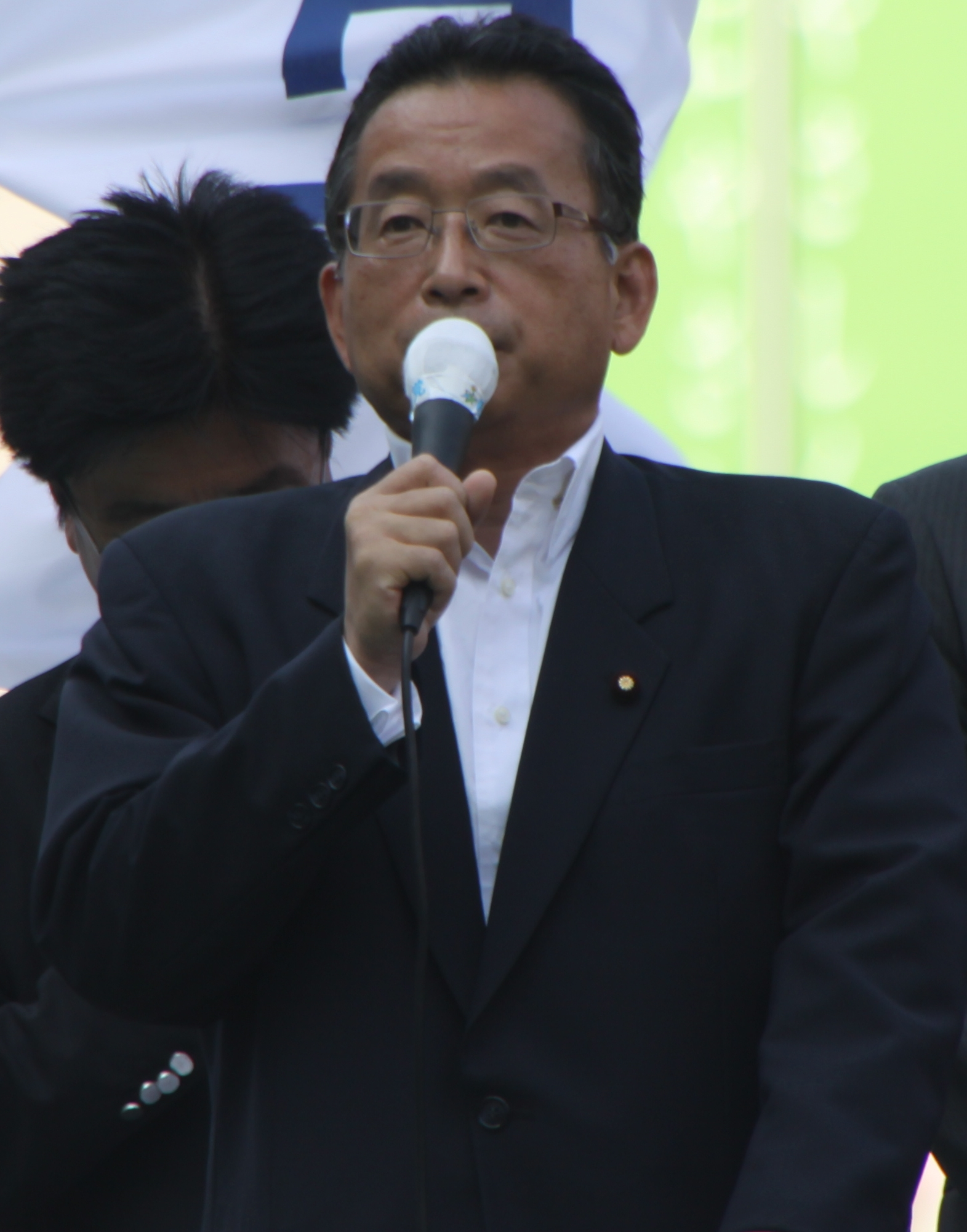
Yūji Yamamoto

Yūji Yamamoto (jap. 山本 有二 Yamamoto Yūji; * 11. Mai 1952 in Kōchi, Präfektur Kōchi) ist ein japanischer Politiker, war durchgehend von 1990 bis 2024 Mitglied des Repräsentantenhauses, des Unterhauses des nationalen Parlaments, zuletzt für den Verhältniswahlkreis Shikoku und ehemaliger Minister für Land-, Forst- und Fischereiwirtschaft (2016–2017) und für den Finanzsektor (2006–2007). Er gehört der Liberaldemokratischen Partei (LDP) an, darin zuletzt der Ishiba-Faktion.
Yamamoto, Absolvent der rechtswissenschaftlichen Fakultät der Waseda-Universität, wurde zunächst Anwalt. 1985 kandidierte er erfolgreich für das Parlament von Kōchi-ken, dem er nur bis 1987 angehörte. In die nationale Politik wechselte er bei der Repräsentantenhauswahl 1990, als er für die LDP im damaligen SNTV-Fünfmandatswahlkreis Kōchi (damals einer der präfekturweiten Wahlkreise, zenken-ku) kandidierte, in dem 1990 mehrere Amtsinhaber nicht mehr antraten. Er wurde mit dem dritthöchsten Stimmenanteil (13,3 %) hinter Masanori Gotō (SPJ) und Gen Nakatani (LDP) gewählt, 1993 mit dem fünfthöchsten wiedergewählt. 1996 während der großen Koalition war Yamamoto für das erste Kabinett Hashimoto parlamentarischer Staatssekretär (seimujikan) im Selbstverwaltungsministerium. Nach der Wahlrechtsreform kandidierte Yamamoto seit 1996 zunächst im neuen Einmandatswahlkreis Kōchi 3, den er sechsmal in Folge souverän gewann, nach dessen Abschaffung zur Wahl 2014 im neuen Wahlkreis 2, den er 2014 mit absoluter Mehrheit gewann. 2017 unterlag er relativ klar mit 43,5 % der Stimmen dem ohne Parteinominierung kandidierenden ehemaligen demokratischen Senator Hajime Hirota (56,5 %), gewann aber den dritten (und letzten) LDP-Sitz bei der Verhältniswahl in Shikoku. Bei der Wahl 2021 übernahm Ex-Gouverneur Masanao Ozaki (erfolgreich) die LDP-Mehrheitswahlkandidatur Kōchi 2, und Yamamoto wechselte ganz in den Verhältniswahlblock Shikoku, wo er alleine vor die Doppelkandidaten auf Platz 1 der LDP-Liste gesetzt und sicher wiedergewählt wurde.
Besonders ab den 2000er Jahren übernahm Yamamoto vermehrt Führungsposten in Parlament, Partei und Regierung: Im Repräsentantenhaus war er Vorsitzender mehrerer Ausschüsse (Wirtschaft & Industrie 2001–02, Justiz 2002–03, Disziplinarausschuss 2010–12, Haushaltsausschuss 2012–13), von 1999 bis 2000 für das umgebildete Kabinett Obuchi parlamentarischer Staatssekretär (daijinseimukan) im Justizministerium, für das zweite Kabinett Koizumi 2003–04 Staatssekretär/„Vizeminister“ (fukudaijin) im Finanzministerium, in der LDP anschließend Vizevorsitzender im parlamentarischen Geschäftsausschuss, ab 2005 Vorsitzender des LDP-Präfekturverbands Kōchi und schließlich von 2006 bis 2007 erstmals Minister im ersten Kabinett Shinzō Abe, in das er als für den Finanzsektor zuständiger Minister für besondere Aufgaben beim Kabinettsamt berufen wurde.
Im August 2016 berief ihn Abe bei einer Kabinettsumbildung zum Landwirtschaftsminister. Bei einer erneuten Umbildung im August 2017 wurde er durch Ken Saitō ersetzt. Bei der Repräsentantenhauswahl 2024 kandidierte Yamamoto nur noch hinter den Doppelkandidaten im Verhältniswahlblock Shikoku auf dem ursprünglichen LDP-Listenplatz 10 und schied aus dem Repräsentantenhaus aus, wurde aber im Ergebnis auf Platz 4 der LDP-Liste der erste potentielle Nachrücker für den Fall einer Vakanz unter den drei Wahlsiegern.